# Bryndís Haraldsdóttir

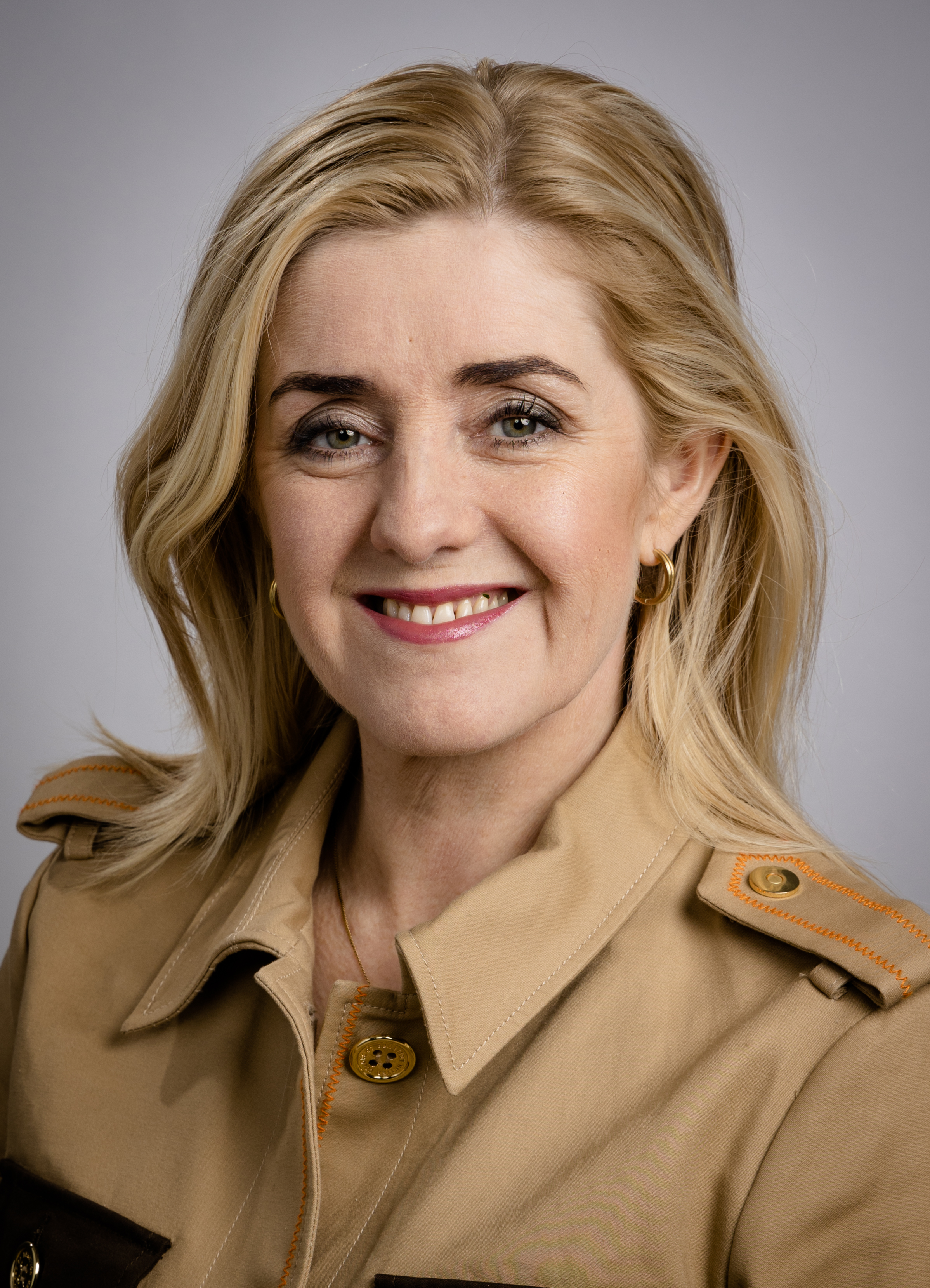
Bryndís Haraldsdóttir, 2021

Bryndís Haraldsdóttir (* 29. Dezember 1976 in Reykjavík) ist eine isländische Politikerin (Unabhängigkeitspartei). Sie gehört seit 2016 dem isländischen Parlament Althing an.

## Leben
Bryndís Haraldsdóttir ist diplomierte Produktionsmanagerin, hat einen Bachelor in internationalem Marketing von der damaligen Technischen Hochschule Islands und bildete sich seit 2011 an der Universität Island in öffentlicher Verwaltung fort. Unter anderem war sie von 2014 bis 2016 Vorstandsvorsitzende des isländischen Busunternehmens Strætó.
Von 2002 bis 2010 war Bryndís Haraldsdóttir Ersatzgemeinderätin in Mosfellsbær. Im November/Dezember 2005 und Februar/März 2007 amtierte sie als stellvertretende Abgeordnete (varaþingmaður) des isländischen Parlaments Althing für den Südwestlichen Wahlkreis.
Bei der Parlamentswahl vom 29. Oktober 2016 wurde Bryndís Haraldsdóttir als Kandidatin der Unabhängigkeitspartei für den Südwestlichen Wahlkreis ins Althing gewählt. Mit Stand Ende 2022 ist sie Vorsitzende des parlamentarischen Ausschusses für Justizangelegenheiten und Bildung sowie Mitglied des Budgetausschusses, Vorsitzende der isländischen Delegation im Nordischen Rat und Vorsitzende der isländischen Delegation in der Parlamentarischen Versammlung der OSZE.